# Rataje Słupskie (gromada)
Rataje Słupskie – dawna gromada, czyli najmniejsza jednostka podziału terytorialnego Polskiej Rzeczypospolitej Ludowej w latach 1954–1972.
Gromady, z gromadzkimi radami narodowymi (GRN) jako organami władzy najniższego stopnia na wsi, funkcjonowały od reformy reorganizującej administrację wiejską przeprowadzonej jesienią 1954 do momentu ich zniesienia z dniem 1 stycznia 1973, tym samym wypierając organizację gminną w latach 1954–1972.
Gromadę Rataje Słupskie z siedzibą GRN we Ratajach Słupskich utworzono – jako jedną z 8759 gromad na obszarze Polski – w powiecie buskim w woj. kieleckim, na mocy uchwały nr 13a/54 WRN w Kielcach z dnia 29 września 1954. W skład jednostki weszły obszary dotychczasowych gromad Rataje Słupskie, Rataje Karskie i Kępa Lubawska ze zniesionej gminy Pacanów w tymże powiecie. Dla gromady ustalono 17 członków gromadzkiej rady narodowej.
1 stycznia 1959 do gromady Rataje Słupskie przyłączono wsie Żabiec i Kółko Żabieckie, kolonię Żabiec i obszar byłego folwarku Żabiec ze zniesionej gromady Komorów.
Gromada przetrwała do końca 1972 roku, czyli do kolejnej reformy gminnej.